# Tiny Tim (razzo)
Il Tiny Tim era un razzo di 298 mm e veniva montato sugli aerei F6F, F8F-1 ed il modello seguente F8F-1B.
Il razzo era prodotto con l'uso di tubi da oleodotto, e pertanto, in calibro 298 mm (11,75 pollici); dentro aveva il corpo bomba dell'ordigno semiperforante da 225 kg, che conteneva 58 kg di esplosivo TNT. Il primo lancio avvenne nell'aprile 1944. L'arma sarebbe stata formidabile per attaccare anche bersagli come le corazzate; addirittura venne ipotizzato di usare i Corsair dei Marines per attaccare le rampe di lancio dei missili V-1. Ma non si verificò, anche perché queste bombe-razzo erano ancora inaffidabili e solo nel dicembre 1944 ne venne dichiarata l'operatività. Provate da vari aerei, i Corsair erano i loro tipici vettori e potevano portarne due (da 292 kg l'una) assieme a 8 razzi "normali". La dotazione non fu mai molto consistente e al massimo un reparto ne aveva un paio. Ebbero uso solo sporadico ad Okinawa.